# Юзеф Цитович
Юзеф Цитович (пол. Józef Cytowicz, лат. Josephus Cytowicz) (6 жовтня 1771, село поблизу Мстиславля — 17 червня 1846, Тернопіль) — член католицької церкви та ордену єзуїтів; доктор філософії та теології, професор Полоцької єзуїтської академії.
14 серпня 1792 р. його прийняли до Товариства Ісуса, після чого пройшов випробування в Полоцькому навіціаті. Викладав граматику та синтаксис у Могильові (1793–1794), Вітебську (1794–1795) та Орші (1795–1796). Вивчав філософію (1796–1798), архітектуру (1798–1799) та теологію (1799–1803) у Полоцькому єзуїтському колегіумі. 3 червня 1802 р. висвятився на священика. З 1803 по 1810 рр. викладав математику та німецьку мову в Петербурзі. 15 серпня 1809 р. склав свої останні обітниці. У 1810–1811 роках. — професор математики та німецької мови в Полоцькому єзуїтському колегіумі. У 1811–1812 рр. працює в єзуїтській місії в Романові.
Після перетворення Полоцького єзуїтського колегіуму в Полоцькій єзуїтській академії Ю. Цитович повернувся до Полоцька, де працював професором хімії та природознавства (1813–1817), професором математики, астрономії та архітектури (1817 -1820). У 1815–1817 рр. — декан філософського факультету, а в 1817–1820 рр. — факультет філософії та вільних мистецтв академії. З 1810 по 1811 і з 1814 по 1820 рік. — префект музею. Головний редактор першого білоруського журналу «Полоцький щомісячник».
Після вигнання з Російської імперії єзуїтів (1820) виїхав до Італії, де викладав теологію. У 1822 році він перебрався до австрійської держави. У 1822—1831 та 1836—1846 рр. — професор фізики та математики, а з 10 жовтня 1831 р. по 22 травня 1836 р. — ректор Тернопільського єзуїтського колегіуму . У 1822 — 1843 рр. був радником провінційної Галицької провінції Товариства Ісуса.
Помер 17 червня 1846 р. у Тернополі і похований там на кладовищі Мікулениці.